# 平政县
平政县（越南语：／）是越南胡志明市下辖的一个县。面积253.1平方公里，2019年总人口705000人。

## 地理
平政县北接旭门县，东北接平新郡和第八郡，东接第四郡和茹𦨭县，南接隆安省芹湥县和𤅶溧县，西接隆安省德和县。

## 历史
1976年5月20日，西贡-嘉定市革命人民委员会将安富社和丰德社合并为丰富社，平政县仍辖安乐社、安富西社、平政社、平兴社、平兴和社、平利社、平治东社、多福社、兴隆社、丰富社、归德社、新坚社、新日社、新贵西社、新造社、新肃社、永禄社17社。
1976年7月2日，越南正式统一，西贡-嘉定市更名为胡志明市。平政县随之划归胡志明市管辖。
1977年4月13日，增设黎明春社和范文𠄩社。
1981年9月12日，安乐社改制为安乐市镇。
1985年11月1日，永禄社分设为永禄A社和永禄B社。
2003年11月5日，以平兴和社、平治东社、新造社和安乐市镇1市镇3社析置平新郡；新肃社改制为新肃市镇。

## 行政区划
平政县下辖1市镇15社，县莅新肃市镇。
- 新肃市镇（Thị trấn Tân Túc）
- 安富西社（Xã An Phú Tây）
- 平政社（Xã Bình Chánh）
- 平兴社（Xã Bình Hưng）
- 平利社（Xã Bình Lợi）
- 多福社（Xã Đa Phước）
- 兴隆社（Xã Hưng Long）
- 黎明春社（Xã Lê Minh Xuân）
- 范文𠄩社（Xã Phạm Văn Hai）
- 丰富社（Xã Phong Phú）
- 归德社（Xã Quy Đức）
- 新坚社（Xã Tân Kiên）
- 新日社（Xã Tân Nhựt）
- 新贵西社（Xã Tân Quý Tây）
- 永禄A社（Xã Vĩnh Lộc A）
- 永禄B社（Xã Vĩnh Lộc B）